# Калер, Владилен Лазаревич
Владилен Лазаревич Калер (11 ноября 1925, Мстиславль — 11 сентября 2017) — советский и белорусский ученый в области биохимии, доктор биологических наук (1972). Участник Великой Отечественной войны.

## Биография
Родился в 1925 году в Мстиславле Калининского района БССР (современный райцентр Могилевской области Белоруссии) в семье агронома. Окончил 9 классов средней школы в Минске. С началом Великой Отечественной войны вместе с родителями был эвакуированы в Куйбышевскую область, в село Зуевка. Работал в кузнице, затем лаборантом на винокурне села Новый Буян. В 17 лет был призван в Красную Армию. С 1943 года — участник обороны Смоленска, боев на 1-м Белорусском фронте, освобождения Варшавы и Люблина. До 1950 года служил в Польше, в Прибалтийском военном округе. 5 марта 1950 года вернулся в Минск. В том же году поступил на химический факультет Белорусского государственного университета, который окончил в 1955 году и был направлен в Физико-математический институт АН БССР. До апреля 1957 года работал на Минском авторемонтном заводе, затем в лаборатории физики изотопов Института биологии АН БССР.
С 1987 года работал в Академии наук Таджикской ССР, с 1994 года являлся сотрудником Центрального ботанического сада Национальной академии наук Белоруссии.

## Научная деятельность
Автор научных исследований по биосинтезу и фотосинтезу хлорофилла путем математического моделирования биохимических и биофизических процессов в растениях. Один из авторов метода коагуляционной очистки промышленных стоков. Под его руководством защищено 5 кандидатских и докторских диссертаций.
Автор более 160 научных публикаций и монографий. Среди опубликованных
- Ауторегуляция образования хлорофилла у высших растений. — Мн., 1976.